# Paschalis Baylon

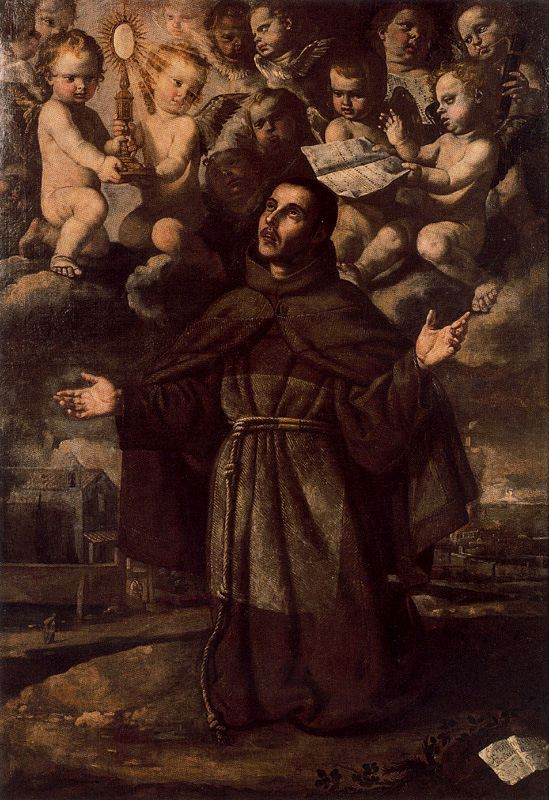
Schilderij van Paschalis Baylon door de 17e-eeuwse barokschilder Jerónimo Jacinto de Espinosa

Paschalis Baylon O.F.M. (Torrehermosa, Spanje, 16 mei 1540  klooster Villarreal bij Valencia, 17 mei 1592) was een lekenbroeder in de orde van de franciscanen (discalceaten) en is een rooms-katholieke heilige.

## Leven
Paschalis Baylon was als kind al zo arm dat hij als herder moest werken om in het onderhoud van zijn familie te voorzien. Hij leerde zichzelf lezen en schrijven. Op zijn zeventiende leerde hij de franciscanenorde kennen en was meteen heel enthousiast. Hij zegde zijn werk op en meldde zich bij de orde aan. Na een meerjarige proeftijd werd hij in 1564 als lekenbroeder in het klooster Monforte opgenomen. Paschalis werd gekenmerkt door een diepe weemoedigheid, een grote offervaardigheid en een diepe naastenliefde. Hij werkte in verschillende kloosters van zijn orde en besteedde met grote toewijding veel tijd aan de stille aanbidding in de kloosterkerk. Hij stierf op 17 mei 1592 in het klooster Villareal bij Valencia.

## Verering
Bij het graf van Paschalis Baylon zouden zich talrijke wonderen hebben voorgedaan. Dit was reden voor zijn heiligverklaring. Paus Leo XIII verklaarde hem in het jaar 1897 tot patroon van alle eucharistische verenigingen en broederschappen. Daarnaast wordt Paschalis vereerd als patroon van herders en koks. De relieken van Paschalis gingen in 1936 verloren door een brand tijdens de Spaanse Burgeroorlog.

## Kerken
Er zijn verschillende kerken naar hem genoemd:
- Sint-Paschalis Baylonkerk aan de Wassenaarseweg in Den Haag;
- Saint Paschal Baylon Catholic Church in Thousand Oaks;
- Paschalis Baylonkerk in Wijchen (Woezik).

Ook het opleidingsgebouw van de Broeders van Liefde in Oostrum bij Venray heette Sint-Paschalis.